# Leichtathletik-Länderkämpfe mit bundesdeutscher Beteiligung 1959
| Leichtathletik-Länderkämpfe mit bundesdeutscher Beteiligung 1959                    | Leichtathletik-Länderkämpfe mit bundesdeutscher Beteiligung 1959 | Leichtathletik-Länderkämpfe mit bundesdeutscher Beteiligung 1959 | Leichtathletik-Länderkämpfe mit bundesdeutscher Beteiligung 1959 |
| ----------------------------------------------------------------------------------- | ---------------------------------------------------------------- | ---------------------------------------------------------------- | ---------------------------------------------------------------- |
|                                                                                     |                                                                  |                                                                  |                                                                  |
| 1. Länderkampf 1959, Straßenlauf (Männer): AUT – FRG – SUI                          |                                                                  |                                                                  |                                                                  |
| St. Wolfgang 7. Juni 1959                                                           | St. Wolfgang 7. Juni 1959                                        | 1. FRG 2. SUI 3. AUT                                             | 5:26:37,8 h 5:41:16,6 h 6:05:35,0 h                              |
| 2. Länderkampf 1959, Sechsländervergleich Männer: FRG – BEL – FRA – ITA – NLD – SUI |                                                                  |                                                                  |                                                                  |
| Duisburg 18./19. Juli 1959                                                          | Duisburg 18./19. Juli 1959                                       | 1. FRG 2. ITA 3. FRA 4. BEL 5. SUI 6. NLD                        | 134,0 P 112,0 P 108,0 P 66,5 P 65,5 P 64,0 P                     |
| 3. Länderkampf, 1959, Männer: GBR – FRG                                             |                                                                  |                                                                  |                                                                  |
| London 1./2. August 1959                                                            | London 1./2. August 1959                                         | 1. FRG 2. GBR                                                    | 117 P 95 P                                                       |
| 4. Länderkampf, 1959, Frauen: GBR – FRG                                             |                                                                  |                                                                  |                                                                  |
| London 1./3. August 1959                                                            | London 1./3. August 1959                                         | 1. GBR 2. FRG                                                    | 64 P 51 P                                                        |
| 5. Länderkampf 1959, Frauen: FRG – CSK                                              |                                                                  |                                                                  |                                                                  |
| Meerbeck 16. August 1959                                                            | Meerbeck 16. August 1959                                         | 1. FRG 2. CSK                                                    | 63 P 43 P                                                        |
| 6. Länderkampf 1959, Männer: URS – FRG                                              |                                                                  |                                                                  |                                                                  |
| Moskau 22./23. August 1959                                                          | Moskau 22./23. August 1959                                       | 1. URS 2. FRG                                                    | 129 P 91 P                                                       |
| 7. Länderkampf 1959, Frauen: URS – FRG                                              |                                                                  |                                                                  |                                                                  |
| Moskau 22./23. August 1959                                                          | Moskau 22./23. August 1959                                       | 1. URS 2. FRG                                                    | 82 P 39 P                                                        |
| 8. Länderkampf 1959, Geher (M): FRG – DNK                                           |                                                                  |                                                                  |                                                                  |
| Gummersbach 13. September 1959                                                      | Gummersbach 13. September 1959                                   | 1. FRG 2. DNK                                                    | 31 P 13 P                                                        |
| 9. Länderkampf 1959, Männer: FRG – POL                                              |                                                                  |                                                                  |                                                                  |
| Köln 19./20. September 1959                                                         | Köln 19./20. September 1959                                      | 1. FRG 2. POL                                                    | 111 P 101 P                                                      |
| 10. Länderkampf 1959, Männer: ITA – FRG                                             |                                                                  |                                                                  |                                                                  |
| Rom 26./27. September 1959                                                          | Rom 26./27. September 1959                                       | 1. FRG 2. ITA                                                    | 107,5 P 100,5 P                                                  |
| 11. Länderkampf 1959, Frauen: FRG – NLD                                             |                                                                  |                                                                  |                                                                  |
| Aachen 27. September 1959                                                           | Aachen 27. September 1959                                        | 1. FRG 2. NLD                                                    | 61 P 53 P                                                        |
| 12. Länderkampf 1959, Zehnkampf (M): FRG – SUI                                      |                                                                  |                                                                  |                                                                  |
| Lörrach 3./4. Oktober 1959                                                          | Lörrach 3./4. Oktober 1959                                       | 1. FRG 2. SUI                                                    | 41 P 15 P                                                        |
| 13. Länderkampf 1959, Männer: JPN – FRG                                             |                                                                  |                                                                  |                                                                  |
| Tokio 3./4. Oktober 1959                                                            | Tokio 3./4. Oktober 1959                                         | 1. FRG 2. JPN                                                    | 110 P 79 P                                                       |
| 14. Länderkampf 1959, Frauen: JPN – FRG                                             |                                                                  |                                                                  |                                                                  |
| Tokio 3./4. Oktober 1959                                                            | Tokio 3./4. Oktober 1959                                         | 1. FRG 2. JPN                                                    | 59 P 36 P                                                        |
| 15. Länderkampf 1959, Männer: CSK – FRG                                             |                                                                  |                                                                  |                                                                  |
| Prag 10./11. Oktober 1959                                                           | Prag 10./11. Oktober 1959                                        | 1. CSK 2. FRG                                                    | 117 P 95 P                                                       |
| Chronik                                                                             |                                                                  |                                                                  |                                                                  |
| ← Länderkämpfe 1958                                                                 | ← Länderkämpfe 1958                                              | Länderkämpfe 1960 →                                              | Länderkämpfe 1960 →                                              |

Im Jahr 1959 wurden fünfzehn Leichtathletikländerkämpfe mit bundesdeutscher Beteiligung ausgetragen. Das war die höchste Anzahl an Länderkämpfen, die bisher mit 1953, 1955 und 1957 drei Mal vorher erreicht worden war.
Aufgeführt sind hier die Länderkämpfe bundesdeutscher Leichtathleten. Die Sportler der DDR führten nach der deutschen Teilung im Jahr 1949 eigene Veranstaltungen durch.
Die Frauen kamen in dieser Saison erstmals auf fünf Vergleiche, damit wurde die bisher höchste Anzahl von Frauenländerkämpfen in einem Jahr um zwei übertroffen. Von den zehn Begegnungen der Männer wurde eine im Bereich Gehen, eine zweite im Bereich Straßenlauf und eine dritte als reiner Zehnkampf durchgeführt. Die restlichen sieben Aufeinandertreffen der Männer fanden wie gewohnt in Form von Veranstaltungen mit einer Mischung allgemeiner leichtathletischer Disziplinen statt.

## Besonderheiten
Auch in dieser Saison wurden wieder Länderkampfreisen unternommen, diesmal waren es zwei. Diese Reisen waren zuvor alleine den Männern vorbehalten gewesen. Zum ersten Mal führten nun Frauen und Männer diese Unternehmen verbunden mit Länderkämpfen gemeinsam durch, wobei die Wertungen wie gewohnt für Frauen und Männer getrennt erfolgten.
Am 22./23. August war der erste Gegner für die bundesdeutschen Teams dabei in Moskau die Sowjetunion. Beide Vergleiche gingen diesmal verloren.
Das zweite Reiseziel hieß Japan. Dorthin hatten sich fünf Jahre zuvor die Männer schon einmal auf den Weg gemacht. Am 3./4. Oktober kam es in Tokio nun für Frauen und Männer zu Vergleichen mit Gastgeber Japan, die beide von den bundesdeutschen Teams gewonnen wurden.

## Bilanz
In der Saison 1959 unterlagen die bundesdeutschen Männer in ihren zehn Länderkämpfen zwei Mal, zunächst gegen die Sowjetunion und später im letzten Vergleich des Jahres gegen die Tschechoslowakei, gegen die die Bundesrepublik Deutschland wegen der Japanreise der Spitzenathleten in Zweitbesetzung antreten musste. In den Vorjahren hatte die Zahl der Niederlagen für die Männer in einem ähnlichen Rahmen gelegen: 1957 waren drei Aufeinandertreffen verloren gegangen, 1958 eine Begegnung. Die anderen acht Begegnungen des Jahres 1959 wurden siegreich beendet.
Die Männer hatten damit am Ende der Saison in ihren seit dem ersten Länderkampf 1921 insgesamt 155 Vergleichen 129 Siege und ein Unentschieden erzielt sowie 25 Niederlagen erlitten. Nur gegen die USA hatte Deutschland weiterhin noch keinen Erfolg vorzuweisen und war diesem Gegner beim einzigen Vergleich im Jahr 1938 unterlegen.
Die Frauen gewannen drei ihrer fünf Länderkämpfe und verloren zwei. Geschlagen geben mussten sie sich zunächst dem Team aus Großbritannien und später dem Gegner aus der UdSSR. Damit hatten die deutschen Leichtathletinnen seit dem ersten Frauenländerkampf 1928 in 42 Aufeinandertreffen jetzt insgesamt 34 Siege errungen und acht Niederlagen einstecken müssen. Eine negative Bilanz hatten sie gegenüber Großbritannien, England, der Sowjetunion und dem Britischen Empire, alle anderen Bilanzen waren positiv.
In der Gesamtsumme aller Länderkämpfe mit deutscher Beteiligung hatten Deutschlands Leichtathleten von 197 Vergleichen 163 gewonnen, 33 verloren und ein Unentschieden erzielt. Vier der Niederlagen stammten dabei aus zweiten Plätzen in Begegnungen mit mehr als zwei Nationen: zwei aus den von Schweden siegreich gestalteten allgemeinen Vergleichen, eine aus dem von den Niederlanden gewonnenen Straßenlaufwettkampf in der Saison 1951 und zwei aus von der Schweiz siegreich gestalteten Straßenlauf-Vergleichen.

## Wertungsmodus
Die Regeln zur Punktevergabe in den Einzeldisziplinen wurden genauso wie in den Vorjahren in diesmal allen Länderkämpfen unter zwei Nationen nach dem üblichen Wertungssystem angewendet, das heißt: Platz 1: 5 P, Pl. 2: 3 P, …, Pl. 4: 1 P. In weiteren Begegnungen mussten aufgrund anderer Rahmenbedingungen – mehr als zwei Teilnehmer je Nation in der Wertung oder mehr als ein Gegnerland – andere Regeln zur Punktevergabe zur Anwendung kommen. In den Staffeln war die Standardform Platz 1: 5 P, Pl. 2: 2 P. In den verschiedenen Aufeinandertreffen wurden die Punkte aber auch in davon abweichender Form vergeben.

## Straßenlauf-Länderkampf der Männer gegen Österreich und die Schweiz
Der erste Länderkampf der neuen Saison 1959 war wieder ein Vergleich im Straßenlauf. Das nun schon siebte Aufeinandertreffen dieser Art mit Österreich und der Schweiz wurde am 7. Juni im österreichischen St. Wolfgang ausgetragen. Bisher hatten zwei Mal die Schweiz und vier Mal Deutschland triumphiert. Die bundesdeutschen Läufer dominierten diesen Vergleich stärker als zuvor. Sie siegten mit knapp vierzehneinhalb Minuten Vorsprung vor der Schweiz. Weitere gut 24 Minuten dahinter kam Österreich abgeschlagen auf den dritten Platz.

## Sechsländerkampf der Männer gegen Belgien, Frankreich, Italien, die Niederlande und die Schweiz
In diesem Jahr gab es wieder einen Sechsländerkampf der Nationen Deutschland, Belgien, Frankreich, Italien, Niederlande und Schweiz. Zwei Jahre zuvor hatte es die letzte Begegnung in dieser Konstellation gegeben. 1959 war die Stadt Duisburg am 18./19. Juli Austragungsort. Der Ausgang war diesmal anders als zuletzt, doch der Sieger hieß wiederum Bundesrepublik Deutschland. Das Team konnte sich mit klarem Vorsprung durchsetzen. Dahinter folgten in dieser Reihenfolge Italien, Frankreich, Belgien, die Schweiz und die Niederlande.

## Länderkampf der Männer gegen Großbritannien
In der britischen Hauptstadt London trafen die bundesdeutschen Männer am 1./2. August auf Großbritannien. Es war der dritte Länderkampf der Saison 1959. Wie immer bei diesen Begegnungen waren die Längen der Laufstrecken nach dem angelsächsischen Maßsystem nach Yards und Meilen angelegt, wenn der Austragungsort auf der britischen Insel lag. Mit seinem Sieg verbesserte Deutschland seine Bilanz gegen diesen Gegner weiter auf nun vier zu eins. Mit 117 zu 95 Punkten war der bundesdeutsche Erfolg eindeutig. Die britischen und bundesdeutschen Frauen trugen gemeinsam mit den Männern einen eigenen Vergleich miteinander aus.

## Länderkampf der Frauen gegen Großbritannien
Die bundesdeutschen Frauen führten Anfang August in London ihren eigenen Vergleich mit den Britinnen durch. Die Wettkämpfe des ersten Tages wurden gemeinsam mit den Männern ausgetragen, der zweite Tag des Frauenländerkampfs fand dann einen Tag nach der Männerbegegnung statt. Auch im Aufeinandertreffen der Frauen waren die Läufe auf Streckenlängen nach angelsächsischem Maßsystem angelegt. Die britischen Leichtathletinnen erwiesen sich zu stark für die Frauen aus der Bundesrepublik Deutschland und entschieden das Aufeinandertreffen mit 64 zu 51 Punkten für sich.

## Länderkampf der Frauen gegen die Tschechoslowakei
Der fünfte Vergleich der Saison fand am 16. August statt. In Meerbeck gab es die dritte Begegnung der Frauen mit der Tschechoslowakei. Die vorangegangenen Treffen hatte Deutschland für sich entschieden. Auch in diesem Jahr setzten sich die bundesdeutschen Leichtathletinnen durch und siegten klar mit 63 zu 43 Punkten.

## Länderkampf der gegen Männer die Sowjetunion
Im sechsten Vergleich wurde der zweite Länderkampf der Männer gegen die Sowjetunion, die stärkste europäische Leichtathletiknation der damaligen Zeit, ausgetragen. Am 22./23. August kam es in der sowjetischen Hauptstadt Moskau zu dieser Begegnung, die gemeinsam mit dem Vergleich der Frauen zwischen diesen beiden Nationen stattfand. Die Wertungen erfolgten allerdings getrennt. Den völlig überraschenden Erfolg vom Vorjahr in Augsburg konnten die bundesdeutschen Leichtathleten nicht wiederholen. Die UdSSR siegte diesmal deutlich mit 129 zu 91 Punkten.

## Länderkampf der Frauen gegen die Sowjetunion
Parallel mit dem Männervergleich führten die Frauen am 22./23. August in Moskau ihren ebenfalls zweiten Länderkampf gegen die Sowjetunion durch. Wie schon im letzten Jahr in München waren die bundesdeutschen Leichtathletinnen diesem Gegner als stärkster Frauenleichtathletiknation der Welt nicht gewachsen und unterlagen klar mit 39 zu 82 Punkten.

## Geher-Länderkampf der Männer gegen Dänemark
Den achten Vergleich der Saison 1959 bestritten die Männer in Form eines Länderkampf der Geher gegen Dänemark, es war der siebte dieser Art gegen diesen Gegner. Gastgeber am 13. September war die Stadt Gummersbach im Sauerland. Auch in diesem Jahr waren die bundesdeutschen Geher wieder deutlich vorn und siegten mit 31 zu 13 Punkten.

## Länderkampf der Männer gegen Polen
Im neunten Vergleich trafen die bundesdeutschen Männer wieder auf einen starken Gegner, gegen den es zuvor immer knappe Resultate gegeben hatte. Am 19./20. September fand die Begegnung gegen Polen in Köln statt. Es war das fünfte Aufeinandertreffen der beiden Länder. Zwei Mal hatte Deutschland gewonnen, einmal Polen und beim Länderkampf im letzten Jahr hatte es in Warschau ein Unentschieden gegeben, das einzige in allen deutschen Vergleichen überhaupt. Diesmal setzten sich die bundesdeutschen Leichtathleten wieder durch und gewannen mit 111 zu 101 Punkten.

## Länderkampf der Männer gegen Italien
Am letzten Septemberwochenende führten sowohl die Frauen als auch die Männer wieder einen Länderkampf durch. Die Männer traten am 26./27. September in Rom gegen Italien an. Im direkten Zweiervergleich hatten sich die beiden Kontrahenten zuletzt 1955 gegenübergestanden. Zwischenzeitlich hatte es jedoch zwei Begegnungen in Sechsländerkämpfen gegeben, zuletzt noch in der laufenden Saison am 18./19. Juli in Duisburg, als Italien den zweiten Platz hinter der Bundesrepublik Deutschland belegt hatte. Auch in Rom lag die Bundesrepublik wieder vorn und siegte knapp mit 107,5 zu 100,5 Punkten.

## Länderkampf der Frauen gegen die Niederlande
Deutschlands Frauen bestritten den elften Vergleich des Jahres gegen die Niederlande. Das bereits elfte Aufeinandertreffen der beiden Nationen in einem Frauenländerkampf fand am 27. September in Aachen statt. Auch dieses Duell mit den Niederländerinnen entschied die Bundesrepublik Deutschland wieder für sich, diesmal mit 61 zu 53 Punkten.

## Zehnkampf-Länderkampf der Männer gegen die Schweiz
Der zwölfte Vergleich bestand in einem Länderkampf der bundesdeutschen Männer gegen die Schweiz in der Disziplin Zehnkampf. Austragungsort am 3./4. Oktober war Lörrach. Die bundesdeutschen Zehnkämpfer waren deutlich überlegen und besiegten ihre Schweizer Gegner mit 41 zu fünfzehn Punkten.

## Länderkampf der Männer gegen Japan
Der dreizehnte Länderkampf fand im Rahmen der zweiten Länderkampfreise des Jahres gegen Japan statt. Er wurde gemeinsam mit dem Vergleich der Frauen diesen beiden Länder am 3./4. Oktober ausgetragen und war das dritte Aufeinandertreffen der beiden Männermannschaften. Gastgeber war die japanische Hauptstadt Tokio. Die letzte Begegnung hatte es 1954 gegeben. Auch zum dritten Mal behielt Deutschland die Oberhand gegen Japan und gewann deutlich mit 110 zu 79 Punkten.

## Länderkampf der Frauen gegen Japan
Den vierzehnten Vergleich des Jahres trugen die bundesdeutschen Frauen als gemeinsamen Länderkampf mit den Männern gegen Japan aus. Es war die zweite Begegnung der japanischen und deutschen Leichtathletinnen. Das erste Aufeinandertreffen hatte es 1934 in Wuppertal gegeben, als die japanischen Sportlerinnen im Zusammenhang mit ihrer Reise zu den 4. Frauen-Weltspielen 1934 in London ihren Aufenthalt in Europa zur Austragung einiger Länderkämpfe gegen europäische Länder genutzt hatten. Die diesjährige Veranstaltung wurde am 3./4. Oktober in Tokio ausgetragen. Die bundesdeutschen Frauen kamen am Ende zu ihrem zweiten Sieg über Japan mit diesmal 59 zu 36 Punkten.

## Länderkampf der Männer gegen die Tschechoslowakei
Den fünfzehnten und letzten Länderkampf bestritten die bundesdeutschen Männer gegen die Tschechoslowakei. Da sich die Spitzenathleten der Bundesrepublik Deutschland noch auf ihrer Japanreise befanden, musste das Team am 10./11. Oktober in der tschechoslowakischen Hauptstadt Prag mit einer Zweitbesetzung antreten. So wurde es schwierig gegen die Tschechoslowaken und am Ende stand mit 95 zu 117 Punkten eine Niederlage.